# Круг с хода
Круг с хода – спринтерская трековая велоспортивная дисциплина, гонка на время, в которой гонщики стартуют с хода от линии финиша. Цель гонщика — как можно быстрее проехать один круг по треку после предварительного разгона. До 2016 года гонка входила в состав омниума.
В зависимости от длины трека для разгона гонщика предусмотрены следующие дистанции:
| Длина трека, м | 250 | 285,714 | 333,33 | 400 |
| -------------- | --- | ------- | ------ | --- |
| Число кругов   | 3,5 | 3       | 2,5    | 2   |

Если спортсмены показывают одинаковый результат, то их места определяются по времени прохождения последних 200 метров.